# Мідорі Ґото
Мідóрі Ґото (яп. 五嶋 みどり, Gotō Midori, нар. 25 жовтня 1971, Осака, Японія) — найбільш відома як Midori американська скрипалька японського походження, яка спершу уславилась як диво-дитина, а згодом стала не лише виконавицею, а й викладачкою та громадською діячкою. Є натхненницею численних музичних проектів і засновницею трьох неприбуткових організацій, які поширюють музичну освіту. З 2007 року посланниця миру ООН.

## Життєпис
Народилася в сім'ї скрипальки та інженера. Мати швидко помітила здібності доньки, тому грати на скрипці Мідорі починає в ранньому віці. В лютому 1982 року Мідорі з матір'ю опиняються у Нью-Йорку, а вже в грудні того ж року скрипалька дебютує у Новорічному концерті з Нью-Йоркським філармонічним оркестром під орудою Зубіна Мети, їй тоді одинадцять років. По тому, як її батьки розлучаються, вона не використовує прізвище Ґото, натомість з'являється сценічне ім'я Mi Dori, яке згодом об'єднується у Midori.
В липні 1986 року уславилась на всю країну під час виступу в Тенґлвуді, коли виконувала Серенаду Леонарда Бернстайна з Бостонським симфонічним оркестром під орудою автора. Наприкінці твору в чотирнадцятирічної скрипальки луснула струна, тоді вона обміняла свій інструмент на Страдіварі першої скрипки з оркестру. Після обміну їй знов урвалася струна, по тому вона здобула вже третій інструмент і завершила виконання з ним. Нью-Йорк Таймс написала на першій шпальті «Дівчинка 14 років, підкорила Тенґлвуд трьома скрипками».
1992 року створює дві неприбуткові організації — Midori & Friends (анг. «Мідорі та друзі») і MUSIC SHARING (анг. «Музика всюди»). Midori & Friends має на меті поширення музичної освіти у школах США на тлі вилучення таких предметів з державних шкіл в ті роки. MUSIC SHARING від початку діє в Японії і є програмою з обміну музичними традиціями між Сходом і Заходом. Згодом діяльність MUSIC SHARING охоплюватиме М'янму, Бангладеш, Монголію, Індонезію, Камбоджу, Непал, Індію та Японію.
В 1994 році напружена праця і надмірне прагнення досконалості спричиняються до депресії і анорексії. По лікуванні Мідорі навчається у Нью-Йоркському університеті, де зацікавлюється психологією і ґендерними студіями, згодом здобуває науковий ступінь і стає викладачкою, багато працює з дітьми.
В 2003 році засновує Partners in Performance (анг. «Співдружність в дії») — неприбуткову організацю, яка поширює музику поза великими містами і відомими концертними майданчиками. 2004 року виходить друком автобіографія Einfach Midori (нім. «Просто Мідорі»), перевидана 2012 року. Німецьке видання досі лишається єдиною і не перекладеною іншими мовами книгою власних спогадів скрипальки.
В травні 2018 року зі своїм учнем Орестом Смовжем та Ukrainian Festival Orchestra під орудою Івана Остаповича вперше виступає в Україні, на сцені Львівського будинку органної та камерної музики.
У вересні 2019 року, під час всеукраїнського туру відбулися три концерти у Львові, Києві та Одесі.